# Dorlberg
Der Dorlberg ist ein 373,3 m ü. NHN hoher Berg in der östlichen Jenaer Scholle.